# Comuna Șciorsivka, Korosten
Șciorsivka (în ucraineană Білошицівська сільська рада) este o comună în raionul Korosten, regiunea Jîtomîr, Ucraina, formată din satele Hodacikî și Șciorsivka (reședința).

## Demografie
Componența lingvistică a comunei Șciorsivka
     Ucraineană (99,25%)
     Alte limbi (0,74%)
Conform recensământului din 2001, majoritatea populației comunei Șciorsivka era vorbitoare de ucraineană (99,25%), existând în minoritate și vorbitori de alte limbi.